# Venus Williams
Venus Ebony Starr Williams (Lynwood, 17 juni 1980) is een professioneel tennisspeelster uit de Verenigde Staten van Amerika. Zij is de oudere zus van Serena Williams. Venus heeft in het enkelspel tot nu toe vijf keer Wimbledon en twee keer het US Open gewonnen, en is bovendien viervoudig olympisch kampioene (in 2000 won zij er zowel het enkel- als het dubbelspel, en zowel in 2008 als in 2012 het dubbelspel). In het dubbelspel (telkens samen met haar zus) heeft zij alle grandslamtoernooien meerdere malen gewonnen, te weten: vier keer het Australian Open, twee keer Roland Garros, zes keer Wimbledon en tweemaal het US Open. In het gemengd dubbelspel won zij in 1998 met haar landgenoot Justin Gimelstob het Australian Open en Roland Garros. In de periode 1999–2016 en 2018 maakte Williams deel uit van het Amerikaanse Fed Cup-team – zij behaalde daar een winst/verlies-balans van 25–4. In 1999 ging zij met de beker naar huis. Ondanks een loopbaan met veel blessureleed en andere medische misère wordt zij beschouwd als een van de beste tennisspeelsters ooit.

## Loopbaan
Venus Williams debuteerde op 1 november 1994 bij het WTA-toernooi van Oakland. Zij won in de eerste ronde in twee sets (6-3 en 6-4) van haar 26-jarige landgenote Shaun Stafford. Williams stond in 1997 voor het eerst in een finale: op het US Open, waarin zij verloor van de Zwitserse Martina Hingis. In 1998 veroverde Williams haar eerste WTA-titel, op het toernooi van Oklahoma, door de Zuid-Afrikaanse Joannette Kruger te verslaan.
In 2000 behaalde Venus goud tijdens de Olympische Zomerspelen van Sydney: in de finale won zij van de Russin Jelena Dementjeva met 6-2 en 6-4. Daar in Sydney won Venus samen met haar zus Serena eveneens goud bij het dubbelspel: zij wonnen in een eenzijdige finale (6-1, 6-1) van het Nederlandse duo Miriam Oremans en Kristie Boogert. Op het US Open 2007 sloeg Venus Williams een record bij de opslag van de vrouwen: zij sloeg een opslag met 207,6 kilometer per uur. De zussen behaalden ook in 2008 de gouden medaille tijdens de Olympische Zomerspelen van Peking: zij wonnen in een al even eenzijdige finale (6-2, 6-0) van het Spaanse duo Anabel Medina Garrigues en Virginia Ruano Pascual. Bij de afsluiting van 2008 won Venus de WTA Championships in Doha, waardoor zij zich een jaar lang officieus wereldkampioene van het vrouwentennis mocht noemen.
In het najaar van 2011 werd bij haar de auto-immuunziekte syndroom van Sjögren geconstateerd. Zij lag hierdoor maanden uit de roulatie. Het was zelfs onzeker of zij ooit nog op haar oude niveau zou kunnen terugkeren, maar na maanden van revalidatie lukte het haar toch weer om bij de top terug te keren.
Tijdens de Olympische Zomerspelen van 2012 in Londen wonnen Venus en Serena Williams voor de derde keer goud: in de finale versloegen zij het Tsjechische koppel Andrea Hlaváčková en Lucie Hradecká met tweemaal 6-4.
In het enkelspel won Venus eenmaal olympisch goud, zeven titels op de grandslamtoernooien, eenmaal het eindejaarskampioenschap, plus 40 overige WTA-titels. Haar hoogste positie op de WTA-ranglijst is de eerste plaats, die zij bereikte in februari 2002 en die zij elf weken wist vast te houden, waarna zij werd onttroond door haar zuster Serena.
In het dubbelspel won Venus driemaal olympisch goud, veertien grandslamtoernooien, plus vijf overige WTA-titels, zonder uitzondering alle met haar zus Serena. Haar hoogste positie op de WTA-ranglijst is ook hier de eerste plaats, die zij bereikte in juni 2010 en die zij acht weken wist vast te houden, waarna zij werd onttroond door haar landgenote Liezel Huber.
In het gemengd dubbelspel won Venus twee grandslamtitels, plus een zilveren medaille op de Olympische Spelen in Rio de Janeiro.

## Posities op deWTA-ranglijst
Positie per einde seizoen:
| jaar | rang enkelspel | rang dubbelspel |
| ---- | -------------- | --------------- |
| 1995 | 204            | –               |
| 1996 | 216            | –               |
| 1997 | 22             | –               |
| 1998 | 5              | –               |
| 1999 | 3              | –               |
| 2000 | 3              | –               |
| 2001 | 3              | 53              |
| 2002 | 2              | –               |
| 2003 | 11             | –               |
| 2004 | 9              | –               |
| 2005 | 10             | –               |
| 2006 | 48             | –               |
| 2007 | 8              | –               |
| 2008 | 6              | 23              |
| 2009 | 6              | 3               |
| 2010 | 5              | 11              |
| 2011 | 103            | –               |
| 2012 | 24             | 31              |
| 2013 | 49             | 63              |
| 2014 | 19             | 133             |
| 2015 | 7              | –               |
| 2016 | 17             | 30              |
| 2017 | 5              | –               |
| 2018 | 40             | 201             |
| 2019 | 53             | –               |
| 2020 | 78             | –               |
| 2021 | 313            | 1384            |
| 2022 | 1010           | 1327            |

## Palmares
| Legenda                | Legenda                  |
| ---------------------- | ------------------------ |
| Grandslamtoernooi      |                          |
| Olympische Spelen      |                          |
| Year-End Championships |                          |
| tot 2009               | 2009 – 2020 / vanaf 2021 |
| Tier I                 | Premier Mandatory        |
| Tier II                | Premier Five / WTA 1000  |
| Tier III               | Premier / WTA 500        |
| Tier IV & V            | International / WTA 250  |
|                        | Challenger / WTA 125     |

### Overwinningen op een regerend nummer 1
Venus Williams heeft tot op heden veertienmaal een partij tegen een op dat ogenblik heersend leider van de wereldranglijst gewonnen (peildatum 22 augustus 2016):
| nr. | datum      | toernooi          | ronde        | tegenstandster    | score         |         |
| --- | ---------- | ----------------- | ------------ | ----------------- | ------------- | ------- |
| 01. | 1998-01-12 | WTA Sydney        | tweede ronde | Martina Hingis    | 3-6, 6-4, 7-5 | details |
| 02. | 1998-03-16 | WTA Miami         | halve finale | Martina Hingis    | 6-2, 5-7, 6-2 | details |
| 03. | 1999-05-03 | WTA Rome          | halve finale | Martina Hingis    | 6-4, 1-6, 6-4 | details |
| 04. | 1999-08-02 | WTA San Diego     | halve finale | Lindsay Davenport | 6-4, 7-5      | details |
| 05. | 1999-09-27 | Grand Slam Cup    | halve finale | Martina Hingis    | 6-2, 6-7, 9-7 | details |
| 06. | 1999-10-11 | WTA Zürich        | finale       | Martina Hingis    | 6-3, 6-4      | details |
| 07. | 2000-06-26 | Wimbledon         | kwartfinale  | Martina Hingis    | 6-3, 4-6, 6-4 | details |
| 08. | 2000-08-28 | US Open           | halve finale | Martina Hingis    | 4-6, 6-3, 7-5 | details |
| 09. | 2001-03-21 | WTA Miami         | halve finale | Martina Hingis    | 6-3, 7-6      | details |
| 10. | 2005-06-20 | Wimbledon         | finale       | Lindsay Davenport | 4-6, 7-6, 9-7 | details |
| 11. | 2008-11-04 | WTA Championships | halve finale | Jelena Janković   | 6-2, 2-6, 6-3 | details |
| 12. | 2009-02-15 | WTA Dubai         | halve finale | Serena Williams   | 6-1, 2-6, 7-6 | details |
| 13. | 2009-06-22 | Wimbledon         | halve finale | Dinara Safina     | 6-1, 6-0      | details |
| 14. | 2014-08-09 | WTA Montréal      | halve finale | Serena Williams   | 6-7, 6-2, 6-3 | details |

### WTA-finaleplaatsen enkelspel
| nr.              | finale     | toernooi                | ondergrond    | tegenstandster       | score               |         |
| ---------------- | ---------- | ----------------------- | ------------- | -------------------- | ------------------- | ------- |
| gewonnen finales |            |                         |               |                      |                     |         |
| 01.              | 1998-02-23 | WTA Oklahoma            | hardcourt     | Joannette Kruger     | 6-3, 6-2            | details |
| 02.              | 1998-03-16 | WTA Miami               | hardcourt     | Anna Koernikova      | 2-6, 6-4, 6-1       | details |
| 03.              | 1998-10-04 | Grand Slam Cup, München | hardcourt     | Patty Schnyder       | 6-2, 3-6, 6-2       | details |
| 04.              | 1999-02-22 | WTA Oklahoma            | hardcourt     | Amanda Coetzer       | 6-4, 6-0            | details |
| 05.              | 1999-03-15 | WTA Miami               | hardcourt     | Serena Williams      | 6-1, 4-6, 6-4       | details |
| 06.              | 1999-04-26 | WTA Hamburg             | gravel        | Mary Pierce          | 6-0, 6-3            | details |
| 07.              | 1999-05-03 | WTA Rome                | gravel        | Mary Pierce          | 6-4, 6-2            | details |
| 08.              | 1999-08-23 | WTA New Haven           | hardcourt     | Lindsay Davenport    | 6-2, 7-5            | details |
| 09.              | 1999-10-11 | WTA Zürich              | hardcourt     | Martina Hingis       | 6-3, 6-4            | details |
| 10.              | 2000-07-09 | Wimbledon               | gras          | Lindsay Davenport    | 6-3, 7-6            | details |
| 11.              | 2000-07-30 | WTA Stanford            | hardcourt     | Lindsay Davenport    | 6-1, 6-4            | details |
| 12.              | 2000-07-31 | WTA San Diego           | hardcourt     | Monica Seles         | 6-0, 6-7, 6-3       | details |
| 13.              | 2000-08-21 | WTA New Haven           | hardcourt     | Monica Seles         | 6-2, 6-4            | details |
| 14.              | 2000-09-09 | US Open                 | hardcourt     | Lindsay Davenport    | 6-4, 7-5            | details |
| 15.              | 2000-09-27 | O.S. Sydney             | hardcourt     | Jelena Dementjeva    | 6-2, 6-4            | details |
| 16.              | 2001-03-19 | WTA Miami               | hardcourt     | Jennifer Capriati    | 4-6, 6-1, 7-6       | details |
| 17.              | 2001-04-30 | WTA Hamburg             | gravel        | Meghann Shaughnessy  | 6-3, 6-0            | details |
| 18.              | 2001-07-07 | Wimbledon               | gras          | Justine Henin        | 6-1, 3-6, 6-0       | details |
| 19.              | 2001-08-05 | WTA San Diego           | hardcourt     | Monica Seles         | 6-2, 6-3            | details |
| 20.              | 2001-08-25 | WTA New Haven           | hardcourt     | Lindsay Davenport    | 7-6, 6-4            | details |
| 21.              | 2001-09-09 | US Open                 | hardcourt     | Serena Williams      | 6-2, 6-4            | details |
| 22.              | 2002-01-05 | WTA Gold Coast          | hardcourt     | Justine Henin        | 7-5, 6-2            | details |
| 23.              | 2002-02-04 | WTA Parijs              | tapijt        | Jelena Dokić         | walk-over           | details |
| 24.              | 2002-02-11 | WTA Antwerpen           | tapijt        | Justine Henin        | 6-3, 5-7, 6-3       | details |
| 25.              | 2002-04-08 | WTA Amelia Island       | gravel        | Justine Henin        | 2-6, 7-5, 7-6       | details |
| 26.              | 2002-07-22 | WTA Stanford            | hardcourt     | Kim Clijsters        | 6-3, 6-3            | details |
| 27.              | 2002-07-29 | WTA San Diego           | hardcourt     | Jelena Dokić         | 6-2, 6-2            | details |
| 28.              | 2002-08-19 | WTA New Haven           | hardcourt     | Lindsay Davenport    | 7-5, 6-0            | details |
| 29.              | 2003-02-10 | WTA Antwerpen           | tapijt        | Kim Clijsters        | 6-2, 6-4            | details |
| 30.              | 2004-04-12 | WTA Charleston          | gravel        | Conchita Martínez    | 2-6, 6-2, 6-1       | details |
| 31.              | 2004-04-26 | WTA Warschau            | gravel        | Svetlana Koeznetsova | 6-1, 6-4            | details |
| 32.              | 2005-05-15 | WTA Istanbul            | gravel        | Nicole Vaidišová     | 6-3, 6-2            | details |
| 33.              | 2005-07-09 | Wimbledon               | gras          | Lindsay Davenport    | 4-6, 7-6, 9-7       | details |
| 34.              | 2007-02-24 | WTA Memphis             | hardcourt     | Shahar Peer          | 6-1, 6-1            | details |
| 35.              | 2007-07-07 | Wimbledon               | gras          | Marion Bartoli       | 6-4, 6-1            | details |
| 36.              | 2007-09-30 | WTA Seoel               | hardcourt     | Maria Kirilenko      | 6-3, 1-6, 6-4       | details |
| 37.              | 2008-07-05 | Wimbledon               | gras          | Serena Williams      | 7-5, 6-4            | details |
| 38.              | 2008-10-19 | WTA Zürich              | hardcourt     | Flavia Pennetta      | 7-6, 6-2            | details |
| 39.              | 2008-11-09 | WTA Championships       | hardcourt     | Vera Zvonarjova      | 6-7, 6-0, 6-2       | details |
| 40.              | 2009-02-21 | WTA Dubai               | hardcourt     | Virginie Razzano     | 6-4, 6-2            | details |
| 41.              | 2009-02-28 | WTA Acapulco            | gravel        | Flavia Pennetta      | 6-1, 6-2            | details |
| 42.              | 2010-02-20 | WTA Dubai               | hardcourt     | Viktoryja Azarenka   | 6-3, 7-5            | details |
| 43.              | 2010-02-27 | WTA Acapulco            | gravel        | Polona Hercog        | 2-6, 6-2, 6-3       | details |
| 44.              | 2012-10-21 | WTA Luxemburg           | hardcourt     | Monica Niculescu     | 6-2, 6-3            | details |
| 45.              | 2014-02-22 | WTA Dubai               | hardcourt     | Alizé Cornet         | 6-3, 6-0            | details |
| 46.              | 2015-01-10 | WTA Auckland            | hardcourt     | Caroline Wozniacki   | 2-6, 6-3, 6-3       | details |
| 47.              | 2015-10-03 | WTA Wuhan               | hardcourt     | Garbiñe Muguruza     | 6-3, 3-0, opg.      | details |
| 48.              | 2015-11-08 | WTA Elite Trophy        | hardcourt     | Karolína Plíšková    | 7-5, 7-6            | details |
| 49.              | 2016-02-14 | WTA Kaohsiung           | hardcourt     | Misaki Doi           | 6-4, 6-2            | details |
| verloren finales |            |                         |               |                      |                     |         |
| 01.              | 1997-09-07 | US Open                 | hardcourt     | Martina Hingis       | 0-6, 4-6            | details |
| 02.              | 1998-01-18 | WTA Sydney              | hardcourt     | Arantxa Sánchez      | 1-6, 3-6            | details |
| 03.              | 1998-05-10 | WTA Rome                | gravel        | Martina Hingis       | 3-6, 6-2, 3-6       | details |
| 04.              | 1998-08-02 | WTA Stanford            | hardcourt     | Lindsay Davenport    | 4-6, 7-5, 4-6       | details |
| 05.              | 1998-10-18 | WTA Zürich              | tapijt (i)    | Lindsay Davenport    | 5-7, 3-6            | details |
| 06.              | 1999-02-21 | WTA Hannover            | tapijt (i)    | Jana Novotná         | 4-6, 4-6            | details |
| 07.              | 1999-08-01 | WTA Stanford            | hardcourt     | Lindsay Davenport    | 6-7, 2-6            | details |
| 08.              | 1999-08-08 | WTA San Diego           | hardcourt     | Martina Hingis       | 4-6, 0-6            | details |
| 09.              | 1999-10-03 | Grand Slam Cup, München | hardcourt (i) | Serena Williams      | 1-6, 6-3, 3-6       | details |
| 10.              | 2000-10-22 | WTA Linz                | tapijt (i)    | Lindsay Davenport    | 4-6, 6-3, 2-6       | details |
| 11.              | 2002-05-05 | WTA Hamburg             | gravel        | Kim Clijsters        | 6-1, 3-6, 4-6       | details |
| 12.              | 2002-06-08 | Roland Garros           | gravel        | Serena Williams      | 5-7, 3-6            | details |
| 13.              | 2002-07-07 | Wimbledon               | gras          | Serena Williams      | 6-7, 3-6            | details |
| 14.              | 2002-09-08 | US Open                 | hardcourt     | Serena Williams      | 4-6, 3-6            | details |
| 15.              | 2003-01-26 | Australian Open         | hardcourt     | Serena Williams      | 6-7, 6-3, 4-6       | details |
| 16.              | 2003-05-04 | WTA Warschau            | gravel        | Amélie Mauresmo      | 7-6, 0-6, 0-3, opg. | details |
| 17.              | 2003-07-06 | Wimbledon               | gras          | Serena Williams      | 6-4, 4-6, 2-6       | details |
| 18.              | 2004-05-09 | WTA Berlijn             | gravel        | Amélie Mauresmo      | forfait             | details |
| 19.              | 2004-07-18 | WTA Stanford            | hardcourt     | Lindsay Davenport    | 6-7, 7-5, 6-7       | details |
| 20.              | 2005-02-20 | WTA Antwerpen           | tapijt (i)    | Amélie Mauresmo      | 6-4, 5-7, 4-6       | details |
| 21.              | 2005-07-31 | WTA Stanford            | hardcourt     | Kim Clijsters        | 5-7, 2-6            | details |
| 22.              | 2007-10-06 | WTA Japan (Tokio)       | hardcourt     | Virginie Razzano     | 6-4, 6-7, 4-6       | details |
| 23.              | 2009-07-05 | Wimbledon               | gras          | Serena Williams      | 6-7, 2-6            | details |
| 24.              | 2009-08-02 | WTA Stanford            | hardcourt     | Marion Bartoli       | 2-6, 7-5, 4-6       | details |
| 25.              | 2009-11-01 | WTA Championships       | hardcourt     | Serena Williams      | 2-6, 6-7            | details |
| 26.              | 2010-04-03 | WTA Miami               | hardcourt     | Kim Clijsters        | 2-6, 1-6            | details |
| 27.              | 2010-05-16 | WTA Madrid              | gravel        | Aravane Rezaï        | 2-6, 5-7            | details |
| 28.              | 2014-01-04 | WTA Auckland            | hardcourt     | Ana Ivanović         | 2-6, 7-5, 4-6       | details |
| 29.              | 2014-08-10 | WTA Montréal            | hardcourt     | Agnieszka Radwańska  | 4-6, 2-6            | details |
| 30.              | 2014-09-14 | WTA Québec              | tapijt (i)    | Mirjana Lučić-Baroni | 4-6, 3-6            | details |
| 31.              | 2016-07-24 | WTA Stanford            | hardcourt     | Johanna Konta        | 5-7, 7-5, 2-6       | details |
| 32.              | 2017-01-28 | Australian Open         | hardcourt     | Serena Williams      | 4-6, 4-6            | details |
| 33.              | 2017-07-15 | Wimbledon               | gras          | Garbiñe Muguruza     | 5-7, 0-6            | details |
| 34.              | 2017-10-29 | WTA Finals              | hardcourt (i) | Caroline Wozniacki   | 4-6, 4-6            | details |

### WTA-finaleplaatsen dubbelspel
| nr.                                 | finale     | toernooi            | ondergrond | partner          | tegenstandsters                                | score            |         |
| ----------------------------------- | ---------- | ------------------- | ---------- | ---------------- | ---------------------------------------------- | ---------------- | ------- |
| gewonnen finales vrouwendubbelspel  |            |                     |            |                  |                                                |                  |         |
| 1.                                  | 1998-02-23 | WTA Oklahoma        | hardcourt  | Serena Williams  | Cătălina Cristea Kristine Kunce                | 7-5, 6-2         | details |
| 2.                                  | 1998-10-12 | WTA Zürich          | tapijt     | Serena Williams  | Mariaan de Swardt Olena Tatarkova              | 5-7, 6-1, 6-3    | details |
| 3.                                  | 1999-02-15 | WTA Hannover        | tapijt     | Serena Williams  | Alexandra Fusai Nathalie Tauziat               | 5-7, 6-2, 6-2    | details |
| 4.                                  | 1999-05-24 | Roland Garros       | gravel     | Serena Williams  | Martina Hingis Anna Koernikova                 | 6-3, 6-7, 8-6    | details |
| 5.                                  | 1999-08-30 | US Open             | hardcourt  | Serena Williams  | Chanda Rubin Sandrine Testud                   | 4-6, 6-1, 6-4    | details |
| 6.                                  | 2000-06-26 | Wimbledon           | gras       | Serena Williams  | Julie Halard-Decugis Ai Sugiyama               | 6-3, 6-2         | details |
| 7.                                  | 2000-09-18 | O.S. Sydney         | hardcourt  | Serena Williams  | Kristie Boogert Miriam Oremans                 | 6-1, 6-1         | details |
| 8.                                  | 2001-01-15 | Australian Open     | hardcourt  | Serena Williams  | Lindsay Davenport Corina Morariu               | 6-2, 4-6, 6-4    | details |
| 9.                                  | 2002-06-24 | Wimbledon           | gras       | Serena Williams  | Virginia Ruano Pascual Paola Suárez            | 6-2, 7-5         | details |
| 10.                                 | 2003-01-13 | Australian Open     | hardcourt  | Serena Williams  | Virginia Ruano Pascual Paola Suárez            | 4-6, 6-4, 6-3    | details |
| 11.                                 | 2008-07-05 | Wimbledon           | gras       | Serena Williams  | Lisa Raymond Samantha Stosur                   | 6-2, 6-2         | details |
| 12.                                 | 2008-08-17 | O.S. Peking (2)     | hardcourt  | Serena Williams  | Anabel Medina Garrigues Virginia Ruano Pascual | 6-2, 6-0         | details |
| 13.                                 | 2009-01-30 | Australian Open     | hardcourt  | Serena Williams  | Daniela Hantuchová Ai Sugiyama                 | 6-3, 6-3         | details |
| 14.                                 | 2009-07-04 | Wimbledon           | gras       | Serena Williams  | Samantha Stosur Rennae Stubbs                  | 7-6, 6-4         | details |
| 15.                                 | 2009-08-02 | WTA Stanford        | hardcourt  | Serena Williams  | Chan Yung-jan Monica Niculescu                 | 6-4, 6-1         | details |
| 16.                                 | 2009-09-14 | US Open             | hardcourt  | Serena Williams  | Cara Black Liezel Huber                        | 6-2, 6-2         | details |
| 17.                                 | 2010-01-29 | Australian Open     | hardcourt  | Serena Williams  | Cara Black Liezel Huber                        | 6-4, 6-3         | details |
| 18.                                 | 2010-05-15 | WTA Madrid          | gravel     | Serena Williams  | Gisela Dulko Flavia Pennetta                   | 6-2, 7-5         | details |
| 19.                                 | 2010-06-03 | Roland Garros       | gravel     | Serena Williams  | Květa Peschke Katarina Srebotnik               | 6-2, 6-3         | details |
| 20.                                 | 2012-07-07 | Wimbledon (5)       | gras       | Serena Williams  | Andrea Hlaváčková Lucie Hradecká               | 7-5, 6-4         | details |
| 21.                                 | 2012-08-05 | O.S. Londen (3)     | gras       | Serena Williams  | Andrea Hlaváčková Lucie Hradecká               | 6-4, 6-4         | details |
| 22.                                 | 2016-07-09 | Wimbledon           | gras       | Serena Williams  | Tímea Babos Jaroslava Sjvedova                 | 6-3, 6-4         | details |
| verloren finales vrouwendubbelspel  |            |                     |            |                  |                                                |                  |         |
| 1.                                  | 1999-08-30 | WTA San Diego       | hardcourt  | Serena Williams  | Lindsay Davenport Corina Morariu               | 4-6, 1-6         | details |
| gewonnen finales gemengd dubbelspel |            |                     |            |                  |                                                |                  |         |
| 1.                                  | 1998-02-01 | Australian Open     | hardcourt  | Justin Gimelstob | Helena Suková Cyril Suk                        | 6-2, 6-1         | details |
| 2.                                  | 1998-06-07 | Roland Garros       | gravel     | Justin Gimelstob | Serena Williams Luis Lobo                      | 6-4, 6-4         | details |
| verloren finales gemengd dubbelspel |            |                     |            |                  |                                                |                  |         |
| 1.                                  | 2006-07-09 | Wimbledon           | gras       | Bob Bryan        | Vera Zvonarjova Andy Ram                       | 3-6, 2-6         | details |
| 2.                                  | 2016-08-12 | O.S. Rio de Janeiro | hardcourt  | Rajeev Ram       | Bethanie Mattek-Sands Jack Sock                | 7-6, 1-6, [7-10] | details |

## Resultaten grote toernooien
| Legenda | Legenda                          |
| ------- | -------------------------------- |
| g.t.    | geen toernooi gehouden           |
| l.c.    | lagere categorie                 |
| –       | niet deelgenomen                 |
| G       | uitgeschakeld in de groepsfase   |
| 1R      | uitgeschakeld in de eerste ronde |
| 2R      | uitgeschakeld in de tweede ronde |
| 3R      | uitgeschakeld in de derde ronde  |
| 4R      | uitgeschakeld in de vierde ronde |
| KF      | uitgeschakeld in de kwartfinale  |
| HF      | uitgeschakeld in de halve finale |
| F       | de finale verloren               |
| W       | het toernooi gewonnen            |
| w-v     | winst/verlies-balans             |

### Enkelspel
| toernooi            | 1997 | 1998 | 1999 | 2000 | 2001 | 2002 | 2003 | 2004 | 2005 | 2006 | 2007 | 2008 | 2009   | 2010   | 2011   | 2012   | 2013   | 2014   | 2015   | 2016 | 2017 | 2018 | 2019 | 2020 |
| ------------------- | ---- | ---- | ---- | ---- | ---- | ---- | ---- | ---- | ---- | ---- | ---- | ---- | ------ | ------ | ------ | ------ | ------ | ------ | ------ | ---- | ---- | ---- | ---- | ---- |
| grandslamtoernooien |      |      |      |      |      |      |      |      |      |      |      |      |        |        |        |        |        |        |        |      |      |      |      |      |
| Australian Open     | –    | KF   | KF   | –    | HF   | KF   | F    | 3R   | 4R   | 1R   | –    | KF   | 2R     | KF     | 3R     | –      | 3R     | 1R     | KF     | 1R   | F    | 1R   | 3R   | 1R   |
| Roland Garros       | 2R   | KF   | 4R   | KF   | 1R   | F    | 4R   | KF   | 3R   | KF   | 3R   | 3R   | 3R     | 4R     | –      | 2R     | 1R     | 2R     | 1R     | 4R   | 4R   | 1R   | 1R   |      |
| Wimbledon           | 1R   | KF   | KF   | W    | W    | F    | F    | 2R   | W    | 3R   | W    | W    | F      | KF     | 4R     | 1R     | –      | 3R     | 4R     | HF   | F    | 3R   | 1R   |      |
| US Open             | F    | HF   | HF   | W    | W    | F    | –    | 4R   | KF   | –    | HF   | KF   | 4R     | HF     | 2R     | 2R     | 2R     | 3R     | KF     | 4R   | HF   | 3R   | 2R   |      |
| Premier Mandatory   |      |      |      |      |      |      |      |      |      |      |      |      |        |        |        |        |        |        |        |      |      |      |      |      |
| Indian Wells        | l.c. | l.c. | l.c. | l.c. | l.c. | l.c. | l.c. | l.c. | l.c. | l.c. | l.c. | l.c. | boycot | boycot | boycot | boycot | boycot | boycot | boycot | 2R   | KF   | HF   | KF   |      |
| Miami               | l.c. | l.c. | l.c. | l.c. | l.c. | l.c. | l.c. | l.c. | l.c. | l.c. | l.c. | l.c. | HF     | F      | –      | KF     | 3R     | 4R     | KF     | 2R   | HF   | KF   | 4R   |      |
| Madrid              | l.c. | l.c. | l.c. | l.c. | l.c. | l.c. | l.c. | l.c. | l.c. | l.c. | l.c. | l.c. | 2R     | F      | –      | 2R     | –      | –      | 1R     | –    | –    | 1R   | –    |      |
| Peking              | l.c. | l.c. | l.c. | l.c. | l.c. | l.c. | l.c. | l.c. | l.c. | l.c. | l.c. | l.c. | 2R     | –      | –      | –      | 2R     | 3R     | 2R     | 1R   | –    | –    |      |      |
| Premier Five        |      |      |      |      |      |      |      |      |      |      |      |      |        |        |        |        |        |        |        |      |      |      |      |      |
| Dubai/Doha          | g.t. | g.t. | g.t. | l.c. | l.c. | l.c. | l.c. | l.c. | l.c. | l.c. | l.c. | l.c. | W      | W      | –      | –      | –      | 2R     | 3R     | –    | –    | –    | –    |      |
| Rome                | l.c. | l.c. | l.c. | l.c. | l.c. | l.c. | l.c. | l.c. | l.c. | l.c. | l.c. | l.c. | HF     | KF     | –      | KF     | 1R     | 2R     | 3R     | 2R   | KF   | 3R   | 3R   |      |
| Montréal/Toronto    | l.c. | l.c. | l.c. | l.c. | l.c. | l.c. | l.c. | l.c. | l.c. | l.c. | l.c. | l.c. | 2R     | –      | –      | –      | 1R     | F      | 1R     | 3R   | 3R   | 3R   |      |      |
| Cincinnati          | l.c. | l.c. | l.c. | l.c. | l.c. | l.c. | l.c. | l.c. | l.c. | l.c. | l.c. | l.c. | 3R     | –      | –      | HF     | 2R     | 1R     | 2R     | –    | 2R   | –    |      |      |
| Tokio/Wuhan         | l.c. | l.c. | l.c. | l.c. | l.c. | l.c. | l.c. | l.c. | l.c. | l.c. | l.c. | l.c. | 2R     | –      | –      | –      | HF     | 1R     | W      | 3R   | –    | –    |      |      |
| olympisch           |      |      |      |      |      |      |      |      |      |      |      |      |        |        |        |        |        |        |        |      |      |      |      |      |
| Olympische Spelen   | g.t. | g.t. | g.t. | W    | g.t. | g.t. | g.t. | 3R   | g.t. | g.t. | g.t. | KF   | g.t.   | g.t.   | g.t.   | 3R     | g.t.   | g.t.   | g.t.   | 1R   | g.t. | g.t. | g.t. |      |
| statistieken        |      |      |      |      |      |      |      |      |      |      |      |      |        |        |        |        |        |        |        |      |      |      |      |      |
| titels per jaar     | 0    | 3    | 6    | 6    | 6    | 7    | 1    | 2    | 2    | 0    | 3    | 3    | 2      | 2      | 0      | 1      | 0      | 1      | 3      | 1    | 0    | 0    | 0    |      |
| eindejaarsranking   | 22   | 5    | 3    | 3    | 3    | 2    | 11   | 9    | 10   | 48   | 8    | 6    | 6      | 5      | 103    | 24     | 49     | 19     | 7      | 17   | 5    | 40   |      |      |

### Vrouwendubbelspel
| Australian Open | –  | 3R | HF | –  | W  | – | W  | –  | KF | W  | W  | –  | KF | –  | –  | – | –  |
| Roland Garros   | –  | –  | W  | –  | –  | – | –  | –  | –  | 3R | W  | –  | –  | –  | 3R | – | 3R |
| Wimbledon       | –  | 1R | –  | W  | 3R | W | 3R | 2R | W  | W  | KF | W  | –  | 2R | W  | – | –  |
| US Open         | 1R | –  | W  | HF | 3R | – | –  | –  | –  | W  | –  | 3R | HF | KF | –  | – | –  |

### Gemengd dubbelspel
| toernooi        | 1997 | 1998 | 1999 |    | 2005 | 2006 | w-v |
| --------------- | ---- | ---- | ---- | -- | ---- | ---- | --- |
| Australian Open | –    | W    | –    | –  | –    | 5-0  |     |
| Roland Garros   | –    | W    | –    | –  | –    | 6-0  |     |
| Wimbledon       | 1R   | HF   | KF   | 3R | F    | 12-5 |     |
| US Open         | –    | KF   | –    | –  | –    | 2-1  |     |